# Карменес
Карменес (ісп. Cármenes) — муніципалітет в Іспанії, у складі автономної спільноти Кастилія-і-Леон, у провінції Леон. Населення — 397 осіб (2010).
Муніципалітет розташований на відстані близько 320 км на північний захід від Мадрида, 39 км на північ від Леона.
На території муніципалітету розташовані такі населені пункти: (дані про населення за 2010 рік)
- Альмусара: 8 осіб
- Кампо: 4 особи
- Кансеко: 38 осіб
- Карменес: 109 осіб
- Фельмін: 13 осіб
- Хенісера: 36 осіб
- Хете: 33 особи
- Хетіно: 23 особи
- Лавандера: 21 особа
- Педроса: 4 особи
- П'єдрафіта: 20 осіб
- Піорнедо: 6 осіб
- Понтедо: 38 осіб
- Родільясо: 3 особи
- Табанедо: 3 особи
- Вальвердін: 13 осіб
- Вільянуева-де-Понтедо: 25 осіб

## Демографія
Динаміка населення (INE ):